# خوان بابلو لوبيز
خوان بابلو لوبيز (بالإسبانية: Juan Pablo López)‏ (7 يوليو 1984 في الأرجنتين – )؛ هو لاعب كرة قدم سابق كان يلعب كمهاجم.

## وصلات خارجية
- خوان بابلو لوبيز على موقع قاعدة بيانات كرة القدم.إي يو (الإنجليزية)